# Железнодорожный вокзал платформы Горская
Железнодорожный вокзал платформы Горская — выявленный памятник архитектуры. Расположен в Сестрорецке, южнее дома 47 по Большой Горской улице, официальный адрес — посёлок Лисий Нос, участок ж/д «Авиационная улица — Горский ручей», литера Б.
Деревянное одноэтажное здание вокзала с залом ожидания и кассами было построено одновременно со станцией в 1894 году. Со стороны платформы позднее был пристроен тамбур, отопление было печным.

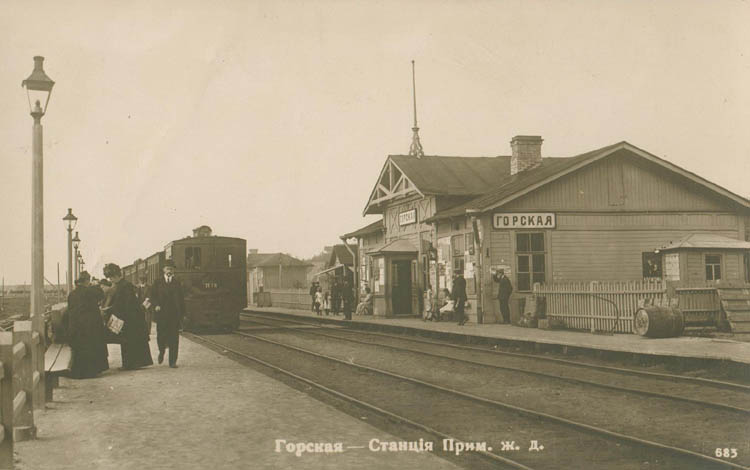
Исторический вид здания, 1904 год

В советский период были утрачены отдельные декоративные элементы фасада здания, дверные тамбуры на лицевом и боковом фасадах, однако подлинные стены и общее оформление сохранились. Здание вокзала в полной мере функционировало до 1952 года. После электрификации железнодорожной линии и строительства современной платформы Горская вокзал также продолжал работать: в его южном крыле до 1990-х годов работала билетная касса.
В 2000-х годах в здании, помимо касс и зала ожидания, располагался продуктовый магазин. Не позднее 2011 года оно было законсервировано и обшито вагонкой. 30 января 2024 года вокзал получил статус выявленного объекта культурного наследия (через год после того, как ОАО «РЖД» заподозрили в желании снести здание).
Здание вокзала — одна из последних сохранившихся исторических построек Горской.

### Комментарии
1. ↑  С точки зрения административных границ Лисий Нос располагается с другой стороны железнодорожных путей, а вокзал находится на территории Сестрорецка